# Penicillaria dorsipuncta
Penicillaria dorsipuncta là một loài bướm đêm trong họ Noctuidae.